# Ultimate Collection
Ultimate Collection е вторият сборен албум на американската певица Анастейша. Излиза 6 ноември 2015. Освен хитовете от петте албума (без Heavy Rotation) и първия сборен албум Pieces of a Dream от него излизат два нови сингъла – Take This Chance и Army of Me.

## Списък с песните
1. I'm Outta Love – 4:05
2. Left Outside Alone – 4:07
3. Sick and Tired – 3:32
4. Paid My Dues – 3:22
5. Stupid Little Things – 3:55
6. Not That Kind – 3:23
7. Everything Burns (с Ben Moody) – 3:45
8. Welcome to My Truth – 4:04
9. You'll Never Be Alone – 4:38
10. Pieces of a Dream – 4:03
11. Best of You – 4:01
12. Heavy on My Heart – 4:28
13. One Day in Your Life (европейска версия) – 3:29
14. Cowboys & Kisses – 4:32
15. Why'd You Lie to Me – 3:45
16. Love Is a Crime – 3:20
17. I Belong to You (Il Ritmo della Passione) (с Ерос Рамацоти) – 4:27
18. Army of Me – 3:25
19. Take This Chance – 4:20